# روبرت ثاتشر
روبرت ثاتشر (بالإنجليزية: Bob Thatcher)‏ هو مجدف بريطاني، ولد في 23 أغسطس 1974 في هيلينغدون ‏ في المملكة المتحدة.

## وصلات خارجية
- روبرت ثاتشر على موقع الاتحاد الدولي للتجديف (الإنجليزية)
- روبرت ثاتشر على موقع أوليمبيديا (الإنجليزية)